# Strážne
Strážne (węg. Őrös) – wieś (obec) na Słowacji położona w kraju koszyckim, w powiecie Trebišov. Pierwsze wzmianki o miejscowości pochodzą z 1310 roku. 
Według danych z dnia 31 grudnia 2012 roku, wieś zamieszkiwały 633 osoby, w tym 319 kobiet i 314 mężczyzn.
W 2001 roku rozkład populacji względem narodowości i przynależności etnicznej wyglądał następująco:
- Słowacy – 7,47%
- Rusini – 0,14%
- Węgrzy – 92,1%

Ze względu na wyznawaną religię struktura mieszkańców kształtowała się w 2001 roku następująco:
- Katolicy rzymscy – 21,26%
- Grekokatolicy – 4,17%
- Ewangelicy – 0,29%
- Prawosławni – 1,15%
- Ateiści – 0,57%
- Nie podano – 0,29%